# 10837 Yuyakekoyake
10837 Yuyakekoyake (tên chỉ định: 1994 EJ1) là một tiểu hành tinh vành đai chính. Nó được phát hiện bởi Masanori Hirasawa và Shohei Suzuki ở Mount Nyukasa Station ở Nhật Bản ngày 6 tháng 3 năm 1994. Nó được đặt theo tên a Japanese nursery rhyme.